# Posner-paradigma
A Posner-paradigma a kognitív pszichológiában elterjedt kísérleti eljárás, amely segítségével lehetőség nyílik a téri figyelem vizsgálatára. A módszert Michael Posner amerikai pszichológus alakította ki. A paradigma alkalmazásával arra kívánt választ kapni, hogy lehetséges-e a téri figyelmünket olyan módon változtatni, hogy a fixációs pont nem változik. Ez a figyelem ún. implicit váltása.

## Michael Posner
Michael Posner (Cincinnati, 1936. szeptember 12.) amerikai pszichológus, aki máig a kognitív és idegtudományi terület egyik legkimagaslóbb kutatója. Számos díjjal ismerték el munkásságát, és a figyelmi területen elért kutatási eredményei nagyban átalakították a figyelemről kialakított nézeteket. Jelenleg az Oregoni Egyetem professzora és adjunktus a New York-i Weill Medical College-ben.

## A téri figyelmi váltás
A téri figyelmi váltás kétféleképpen mehet végbe. Beszélhetünk a figyelem explicit váltásáról. Ilyenkor tényleges fizikai változás megy végbe, hiszen áthelyezzük a fixációs pontot, és a látótér egy másik pontjára kezdünk el nézni. A másik eset a figyelem implicit változása. Ebben az esetben a fixációs pont nem változik, de a figyelmünk mégis másra terelődik.

## A módszer
A kísérleti eljárással arra kaphatunk választ, hogy lehetséges-e az, hogy nem oda figyelünk, ahova nézünk. Az eredmények alapján a válasz egyértelműen igen. Ebben az esetben a téri figyelem implicit váltásáról beszélhetünk, azaz anélkül változik meg a figyelmi fókusz, hogy a szemünk mozogna. A vizsgálat a téri fókuszált figyelmi működést vizsgálja. A vizsgálatban egy adott mező két szélén (általában két négyzet formájában) jelenhetnek meg a célingerek. A vizsgálati személynek az a feladata, hogy egy adott mező közepére fókuszáljon, a fixáció után pedig kétféleképpen folytatódhat a vizsgálat. Vagy egy centrális, vagy pedig egy perifériális jelzőinger jelenik meg. A centrális jelzőinger általában egy nyíl, ami direkten a fixált pont helyén jelenik meg, és abba az irányba mutat, ahol legnagyobb eséllyel (80%) megjelenhet a célinger. Ebben a változatban a vizsgálati személy akaratlagosan helyezi át a figyelmi fókuszt arra a helyre, ahol a célinger legnagyobb eséllyel megjelenhet. A perifériális jelzőinger nem nyílként jelenik meg, hanem a két négyzet közül az egyik feltűnően megváltozik, például kivilágosodik vagy elsötétül. Ez önkéntelenül vonja magára a vizsgált személy téri figyelmét. Ezután a célinger vagy valid, vagy invalid helyen jelenik meg, azaz vagy a jelzőingerrel megegyező, vagy ellentétes helyen.
A vizsgálati személyeknek ezután visszajelzést kell adniuk, amely kétféle módon mehet végbe. Lehet szimpla detekciós feladat, amely során a célinger megjelenésekor gombnyomásos választ kell adni. A diszkriminációs feladat némileg nehezített a detekcióshoz képest, itt az egyik célinger megjelenésekor egy adott gombot kell megnyomni, a másik célinger megjelenésekor egy másik gombot. Tehát ebben az esetben: ha a mező jobb oldali négyzete világosodik ki, akkor X gombot kell megnyomni, ha a bal oldalon jelenik meg a célinger, Y gombot. Mindkét esetben a reakcióidőt mérik.

## Lehetséges változatok
Centrális inger esetén: A kísérleti személy a mező közepére fixál, majd a jelzőinger megjelenése után érkezhet valid, a nyíl irányával megegyező helyen a célinger, vagy invalid, az ellentétes oldalon megjelenő célinger.
Perifériális inger esetén: A kísérleti személy a mező közepére fixál, majd a jelzőinger megjelenése után érkezhet valid, a megváltozott színű négyzettel megegyező helyen a célinger, vagy invalid, az ellentétes oldalon megjelenő célinger.

## Eredmények
A vizsgálati eredmények meglepőek. A célinger megjelenési helyét illetően a valid jelzőingerek hatására sokkal rövidebb reakcióidővel jeleztek a vizsgálati személyek. A reakcióidő tehát megnőtt, amikor ellentétes oldalon jelent meg a célinger, mint ahol a jelzőinger. Ez mind a figyelem akaratlagos, mind pedig az önkéntelen változtatása után jellemző volt. A meglepetést az okozhatja, ha összehasonlítjuk a centrális és perifériális ingerekre adott reakciók gyorsaságát. Az önkéntelen folyamatok lényegesen gyorsabbak, ezért a perifériális jelzőingerek már igen kicsi ingerkezdeti aszimmetria esetében is hatékonyak. Ez azt jelenti, hogy a perifériális jelzőinger akkor is hatékony, ha a célinger és jelzőinger között eltelt időtartam csupán 80-100 ms. Centrális jelzőingerek esetében ez kb. a duplája, 200 ms.